# 變身
變身是在神話與民俗學常見的主題和能力，亦多出現於科幻與奇幻作品中。廣義上，指的是人或動物變化身體性別外貌或形狀。像是年齡、性別、種族、外觀、或是在人類與動物間變化（獸人）、變成植物、無生命物體等。
其方式包括用魔法变成不同生物或物体，如阿普列尤斯作品《金驴记》，里面米罗的妻子潘毗累（Pamphile）用变身魔法涂药膏变成猫头鹰。以及1662年在苏格兰的女巫审判里，伊莎贝尔高迪就说自己曾念变身咒文变成兔子。

## 主題
- 改變外形
- 性別變換
- 懲罰詛咒
- 獲得力量
- 藉助道具

## 大眾文化
「化獸狂想」有時是奇幻小說、動漫的主題或情色文學中的戀物行為。奇幻小說中，人類可以由人變身成動物，或表現得似動物，例如以狼人和吸血鬼作主題的故事。在獸人迷和參與色情動物扮裝者的圈子中，化獸狂想十分流行。

## 外部連結
- （英文） The Transformation Stories List（页面存档备份，存于）（變身故事列表）

1. ↑  草野巧. . 奇幻. 奇幻基地. 2015/01/08: 54–55. ISBN 9789865880873.